# Musée du mémorial de guerre d'Auckland

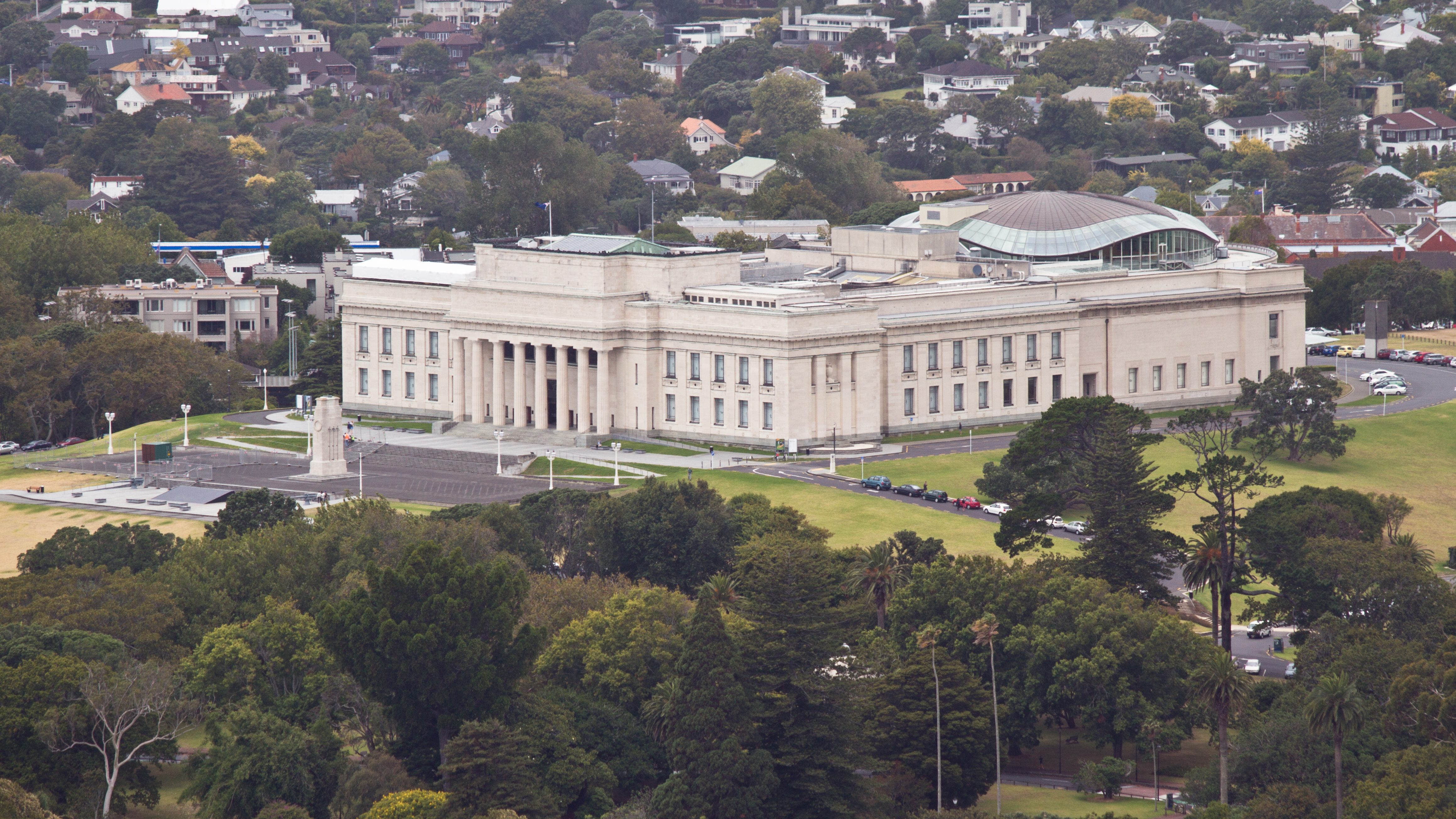
Le musée vu de la Sky Tower, avec vue sur le récent copper dome.

Le musée du mémorial de guerre d'Auckland (Auckland War Memorial Museum) est l'un des musées les plus importants de Nouvelle-Zélande. Ses collections se concentrent essentiellement sur l'histoire de la Nouvelle-Zélande, et plus particulièrement sur celle de la région d'Auckland, tant sur son histoire naturelle que militaire.

## Historique
Inauguré le 28 novembre 1929, dans le quartier de Grafton, le musée est maintenant situé dans l'un des bâtiments les plus remarquables de la ville de Auckland, construit en 1960 dans un style néoclassique, sur un tertre d'origine volcanique, dans le parc Auckland Domain.

## Cénotaphe
Le cénotaphe est érigé devant le musée à la mémoire des Néo-Zélandais morts lors de la Première Guerre mondiale. Il prend modèle sur le Cénotaphe de Londres. Ce monument rend également hommage aux soldats néo-zélandais morts au cours de la Seconde Guerre mondiale et des autres conflits du XXe siècle.

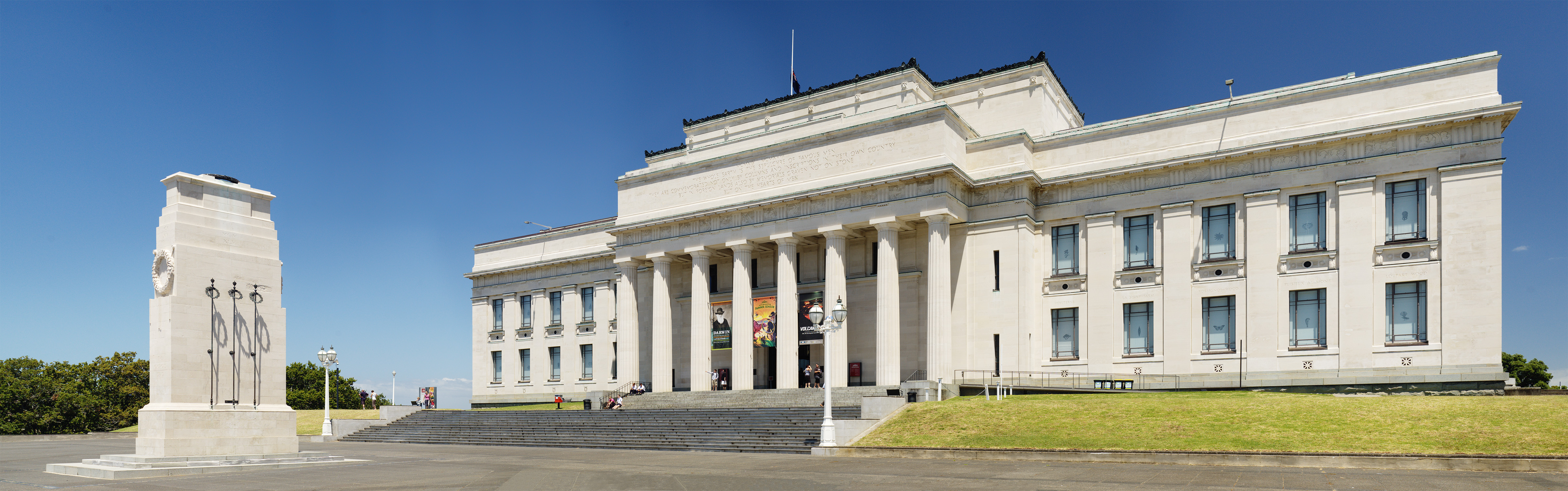
Vue panoramique de la façade du musée et du Cénotaphe.